# Apache Flink
Apache Flink ist ein freies Streamprozessor-Framework, entwickelt von der Apache Software Foundation. Der Kern von Apache Flink bildet eine verteilte Datenfluss-Engine, die es erlaubt sowohl kontinuierliche Datenströme als auch Stapeldaten zu verarbeiten und in Java und Scala geschrieben wurde. Flink führt willkürliche Datenflussprogramme daten-parallel und pipelined aus.
Flink bietet eine Streaming-Engine mit hohem Durchsatz und niedriger Latenz, sowie ereignisgetriebene Verarbeitung und das Management von Datenzuständen. Flink-Anwendungen sind fehlertolerant im Falle eines Ausfalls und unterstützen idempotente Semantik. Programme können in Java, Scala, Python und SQL geschrieben werden und werden automatisch zu Datenflussprogrammen kompiliert und optimiert, die in einem Cluster oder in einer Cloud ausgeführt werden können.
Flink hat kein eigenes Datenspeichersystem, unterstützt aber Datenquell- und Datenziel-Verbinder zu Apache Doris, Amazon Kinesis, Apache Kafka, HDFS, Apache Cassandra und ElasticSearch (Apache Lucene).
Das Framework der Apache Software Foundation ist als Open-Source-Software verfügbar. Apache Flink hat sich aus einem Apache-Incubator-Projekt entwickelt und wurde zu einem Top-Level-Projekt.
Apache Flink Version 1.0.0 wurde im Jahr 2016 veröffentlicht. Typische Anwendungsbereiche für Apache Flink sind:
- die Echtzeitkontrolle von Finanztransaktionen
- die Echtzeitauswertung des Kunden- oder Userverhaltens auf Internetseiten
- die Echtzeitverarbeitung großer Mengen von Sensordaten der automatisierten Prozesse der Industrie 4.0

Bekannte Unternehmen, die Apache Flink einsetzen, sind beispielsweise Uber und Netflix.